# Eurytoma spinifera
Eurytoma spinifera is een vliesvleugelig insect uit de familie Eurytomidae. De wetenschappelijke naam is voor het eerst geldig gepubliceerd in 1929 door Ferrière.